# 金黃短帶䲁
金黃短帶䲁（學名：Plagiotremus flavus），又稱金黃橫口䲁，為輻鰭魚綱鳚形目䲁科短帶䲁屬的一種，分布於中西太平洋斐濟及東加海域，本魚體長形，頭無鬚，口下位，體色金黃色，尾鰭叉形，上下葉延長，棲息在沿岸淺水域，以管蟲空殼為巢，趁機咬以其他魚類的皮和黏液為食，雌魚產附著性卵，雄魚有護卵行為，幼魚為浮游性，生活習性不明。